# یواس‌اس انترپرایز (۱۷۹۹)
یواس‌اس انترپرایز (۱۷۹۹) (به انگلیسی: USS Enterprise (1799)) یک کشتی بود که طول آن ۸۵ فوت ۷ اینچ (۲۶٫۰۹ متر) بود. این کشتی در سال ۱۷۹۹ ساخته شد.